# Rasterbrille

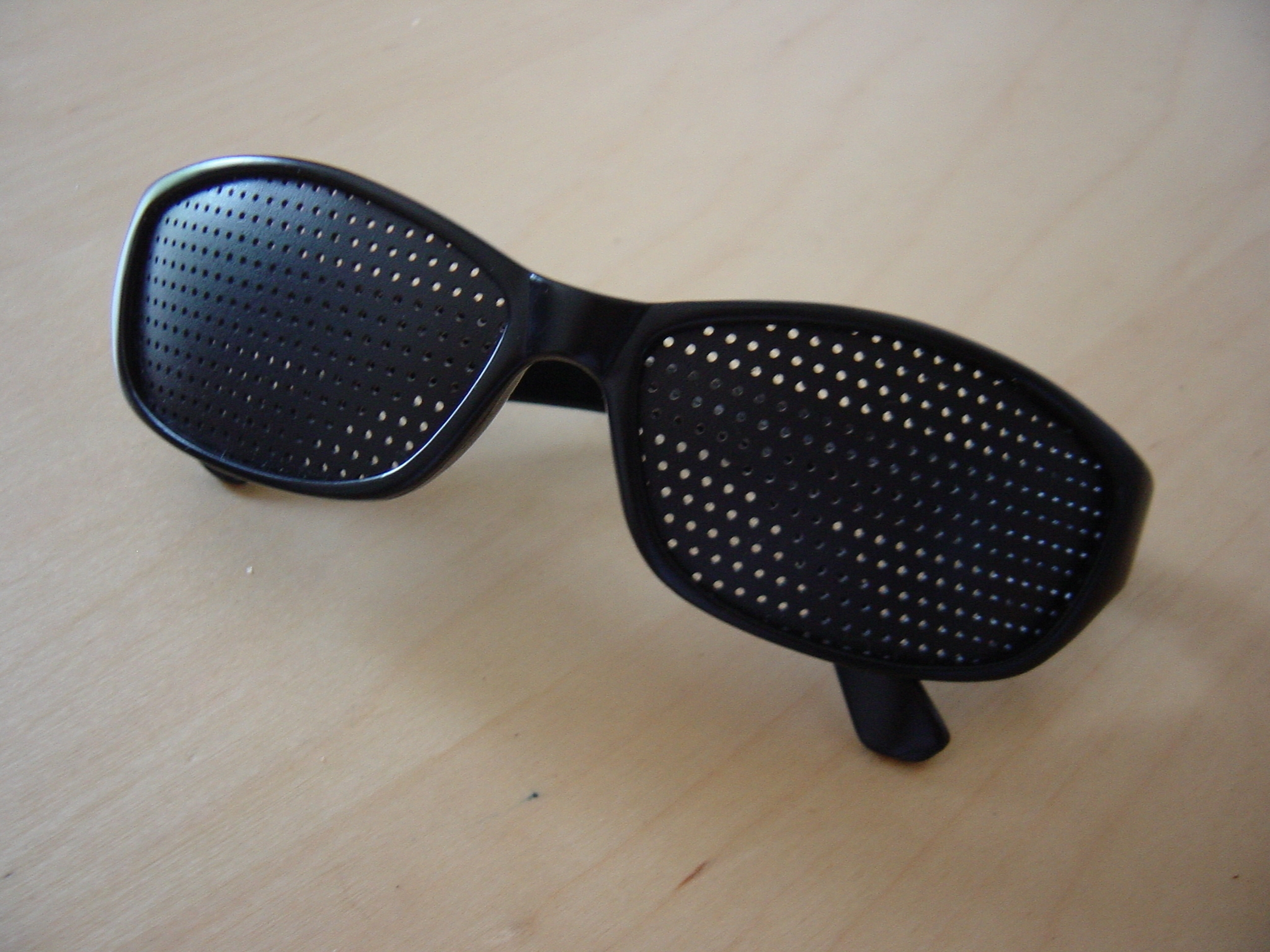
Eine Rasterbrille in zugeklapptem Zustand

Bei einer Rasterbrille (auch: Lochbrille oder Gitterbrille) werden keine optisch wirksamen Gläser, sondern schwarze Plastikscheiben verwendet, die in Form eines Gittermusters („Raster“) mit winzigen Löchern durchbohrt sind. Sie besitzt keine korrigierende refraktive Wirkung, jedoch kann sich durch die Begrenzung des Lichteinfalls nach dem Prinzip der stenopäischen Lücke ähnlich der Wirkung einer engen Lochblende in manchen Fällen ein schärferes Bild ergeben. Diese Sehschärfenverbesserung hat jedoch allenfalls diagnostischen oder experimentellen Charakter und ist im täglichen Leben mehr oder weniger ohne praktischen Nutzen, unbenommen des möglichen subjektiven Eindruckes jedes Einzelnen.

## Arten der Rasterbrillen
Es werden folgende Typen von Rasterbrillen angeboten:
- mit ganzflächigem Raster (durchgehende Löcher),
- mit quadratischem Raster (quadratische Ausstanzungen),
- mit pyramidalem Raster (in gewölbten Scheiben pyramidenförmig angeordnete Löcher)
- mit „bifokalem“ Raster (verschiedenen Lochgrößen).

## Nutzen und Wirksamkeit
Die Hersteller und Befürworter von Rasterbrillen schreiben ihnen folgenden Nutzen zu, der durch ihr Tragen entstehen soll:
- optische Fehlsichtigkeiten, wie Kurz- oder Weitsichtigkeit, sollen „wegtrainiert“ werden können,
- die Sehschärfe beim Blick durch die kleinen Löcher soll sich deutlich verbessern,
- die äußeren Augenmuskeln sollen durch die erforderlichen sakkadierten Bewegungen gestärkt werden,
- es sollen positive Auswirkungen auf Augenerkrankungen, wie den Grünen Star oder den Grauen Star, feststellbar sein,
- die Rasterbrille sei als Sonnenbrille besonders für Personen geeignet, die eine Vollspektrum-Sonnenbrille benötigen, weil sie durchlässig für UV-Strahlung sei.

## Kritik
Bisher wurde kein wissenschaftlicher Nachweis darüber erbracht, dass sich das Tragen einer Rasterbrille auf das objektive Ausmaß einer Ametropie, also die Stärke von Kurzsichtigkeit oder Weitsichtigkeit, positiv auswirkt.
Beim Blick durch die kleinen Öffnungen kann sich in manchen Fällen die Schärfe des gesehenen Bildes erhöhen. Dieses Phänomen beruht auf dem Prinzip der stenopäischen Lücke und entsteht durch die Ausschaltung störender Randstrahlen (sphärische Aberration). Ein Effekt ist die Erhöhung der Schärfentiefe, vergleichbar mit der Wirkung einer Lochblende bei einer Kamera, den man sich in der ophthalmologischen Diagnostik zunutze macht. Insgesamt ist jedoch die so erzielte, temporäre Verbesserung der Sehschärfe im täglichen Leben mit sehr wenig praktischem Nutzen verbunden, besteht doch eine große Einschränkung des Gesichtsfeldes, die mit deutlichen Defiziten hinsichtlich einer sicheren Orientierung im Außenraum einhergeht. Sowohl Kritiker als auch Hersteller und Vertreiber selbst raten deshalb strikt davon ab, Rasterbrillen bei Tätigkeiten zu tragen, für die eine reaktionsschnelle und hochwertige visuelle Wahrnehmung benötigt wird, z. B. beim Autofahren oder der Handhabung von Maschinen.
Die Augenmuskeln sind die bei Weitem aktivste Muskelgruppe im menschlichen Körper. Dies liegt nicht zuletzt daran, dass sie permanent kleinste Bewegungen (Sakkaden) ausführen müssen, um dem Phänomen der Lokaladaption entgegenzuwirken. Dies geschieht mit einer durchschnittlichen Frequenz von ein bis drei Bewegungen pro Sekunde. Eine durch ein Lochraster erzwungene, sakkadenförmige Bewegung zum „Trainieren“ der Augenmuskulatur erscheint schon deshalb vollkommen überflüssig. Ein Nachweis einer positiven Wirkung auf die Leistungsfähigkeit des Bewegungsapparates ist zudem bislang nicht erbracht worden.
Eine therapeutische Auswirkung auf andere Augenkrankheiten wurde bisher ebenfalls nicht nachgewiesen. Der seitens der Hersteller angeführte Vorteil der Durchlässigkeit von UV-Licht wird von Kritikern gerade als Nachteil beschrieben, da jegliches UV-Licht schädlich für die Augen ist. Normale Sonnenbrillen schützen deshalb nahezu vollständig gegen UV-Strahlung. Ein weiterer Nachteil der Rasterbrillen liegt in der massiven Einschränkung des Gesichtsfeldes, sowie der Herabsetzung der Helligkeit und daraus folgend des Kontrasts.

## Risiken
Die Inaussichtstellung eines wirksamen therapeutischen Einflusses auf ernste Augenerkrankungen ist als grob fahrlässig zu bewerten und birgt das Risiko langfristiger Schäden, zum Beispiel durch die Verzögerung einer notwendigen Behandlung bei Grauem oder Grünem Star. Augenärzte raten deshalb dringend vom Tragen einer Rasterbrille ab, da ein dauerhafter Nutzen nicht erkennbar ist, Schädigungen offenbar jedoch sehr wohl möglich sind.
Der Aufbau einer Rasterbrille birgt das Risiko zur Dekompensation eines latenten Schielens in sich, da durch die sehr kleinen Löcher die sogenannte Fusion erschwert und beeinträchtigt wird, die zur Aufrechterhaltung des binokularen Einfachsehens notwendig ist. Dies kann bei latent schielenden Personen zu manifestem Schielen mit Wahrnehmung von Doppelbildern führen.